# 加洛马泰塞
加洛马泰塞（義大利語：Gallo Matese），是意大利卡塞塔省的一个市镇。总面积30平方公里，人口688人，人口密度22.9人/平方公里（2009年）。ISTAT代码为061038。